# Tricyphona (Tricyphona) cascadensis
Tricyphona (Tricyphona) cascadensis is een tweevleugelige uit de familie Pediciidae. De soort komt voor in het Nearctisch gebied.